# 210.ª Escuadra de Bombardeo Rápido
El 210ª Escuadra de Bombardeo Rápido (Schnelles-Kampf-Geschwader. 210) unidad militar de la Luftwaffe durante la Segunda Guerra Mundial.

## Historia
Formada el 24 de abril de 1941 en Merville. El 4 de enero de 1942 es redesignado al Grupo de Estado Mayor/1ª Escuadra de Caza Pesado.

## Comandantes de Escuadra
- Mayor Walter Storp – (24 de abril de 1941 – 30 de septiembre de 1941)
- Mayor Arved Crüger – (30 de septiembre de 1941 – enero de 1942)

## Grupo de Estado Mayor (Stab)
Formada el 24 de abril de 1941 en Merville. El 4 de enero de 1942 es redesignado al Grupo de Estado Mayor/1ª Escuadra de Caza Pesado.

## Bases
| 24 de abril de 1941 – mayo de 1941           | Merville           | Bf 110 |
| Mayo de 1941 – junio de 1941                 | Werl(?)            | Bf 110 |
| Junio de 1941 – 6 de julio de 1941           | Radzyn             | Bf 110 |
| 6 de julio de 1941 – julio de 1941           | Minsk-Matschulicze | Bf 110 |
| Julio de 1941 – 25 de julio de 1941          | Orscha(?)          | Bf 110 |
| 25 de julio de 1941 – 23 de agosto de 1941   | Schatalovka-Ost    | Bf 110 |
| 23 de agosto de 1941 – octubre de 1941       | Seschtschinskaya   | Bf 110 |
| Octubre de 1941 – 26 de noviembre de 1941    | Shaikovka          | Bf 110 |
| 26 de noviembre de 1941 – 4 de enero de 1942 | Lechfeld           | Bf 110 |

## I Grupo
Formada el 24 de abril de 1941 en Abbeville desde 210º Grupo de Testeo Operacional. El 4 de abril sde 1944 es disuelta.

## Comandantes de Grupo
- Capitán Karl-Heinz Stricker – (24 de abril de 1941 – 13 de septiembre de 1941)
- Mayor Ulrich Diesing – (15 de septiembre de 1941 – enero de 1942)

Formada el 24 de abril de 1941 en Abbeville desde 210º Grupo de Testeo Operacional con:
- Grupo de Estado Mayor/I Grupo/210ª Escuadra de Bombardeo Rápido desde el Grupo de Estado Mayor/210º Grupo de Testeo Operacional
- 1ª Escuadra/210ª Escuadra de Bombardeo Rápido desde la 1ª Escuadra/210º Grupo de Testeo Operacional
- 2ª Escuadra/210ª Escuadra de Bombardeo Rápido desde la 2ª Escuadra/210º Grupo de Testeo Operacional
- 3ª Escuadra/210ª Escuadra de Bombardeo Rápido desde la 3ª Escuadra/210º Grupo de Testeo Operacional

El 4 de enero de 1942 es redesignado al I Grupo/1ª Escuadra de Caza Pesado:
- Grupo de Estado Mayor/I Grupo/210ª Escuadra de Bombardeo Rápido como el Grupo de Estado Mayor/I Grupo/1ª Escuadra de Caza Pesado
- 1ª Escuadra/210ª Escuadra de Bombardeo Rápido como la 1ª Escuadra/1ª Escuadra de Caza Pesado
- 2ª Escuadra/210ª Escuadra de Bombardeo Rápido como la 2ª Escuadra/1ª Escuadra de Caza Pesado
- 3ª Escuadra/210ª Escuadra de Bombardeo Rápido como la 3ª Escuadra/1ª Escuadra de Caza Pesado

## Bases
| 24 de abril de 1941 – mayo de 1941                 | Abbeville          | Bf 110             |
| Mayo de 1941 – junio de 1941                       | Lippstadt          | Bf 110             |
| Junio de 1941 – 7 de julio de 1941                 | Radzyn             | Bf 110             |
| 7 de julio de 1941 – 12 de julio de 1941           | Minsk-Matschulicze | Bf 110             |
| 12 de julio de 1941 – 27 de julio de 1941          | Orscha             | Bf 110             |
| 27 de julio de 1941 – 20 de agosto de 1941         | Schatalovka-Ost    | Bf 110             |
| 20 de agosto de 1941 – 26 de agosto de 1941        | Vitebsk            | Bf 110             |
| 26 de agosto de 1941 – 1 de septiembre de 1941     | Seschtschinskaya   | Bf 110             |
| 1 de septiembre de 1941 – 20 de septiembre de 1941 | Novgorod Severski  | Bf 110             |
| 20 de septiembre de 1941 – 2 de octubre de 1941    | Konotop            | Bf 110             |
| 2 de octubre de 1941 – 4 de enero de 1942          | Landsberg/Lech*    | Bf 110 y el Me 210 |

- 2ª Escuadra/210ª Escuadra de Bombardeo Rápido permaneció en Rusia, 21 de octubre de 1941 en Shaikovka y el 14 de diciembre de 1941 en Orel-West (Probablemente adjunta al II Grupo/210ª Escuadra de Bombardeo Rápido). Retornando a Alemania durante la segunda mitad de diciembre de 1941.

## II Grupo
Formada el 24 de abril de 1941 en Stavanger-Sola desde el III Grupo/76ª Escuadra de Caza Pesado. 

## Comandantes de Grupo
- Capitán Rolf Kaldrack - (abril de 1941 - enero de 1942)

Formada el 24 de abril de 1941 en Stavanger-Sola desde el III Grupo/76ª Escuadra de Caza Pesado con:
- Grupo de Estado Mayor/II Grupo/210ª Escuadra de Bombardeo Rápido desde el Grupo de Estado Mayor/III Grupo/76ª Escuadra de Caza Pesado
- 4ª Escuadra/210ª Escuadra de Bombardeo Rápido desde la 7ª Escuadra/76ª Escuadra de Caza Pesado
- 5ª Escuadra/210ª Escuadra de Bombardeo Rápido desde la 8ª Escuadra/76ª Escuadra de Caza Pesado
- 6ª Escuadra/210ª Escuadra de Bombardeo Rápido desde la 9ª Escuadra/76ª Escuadra de Caza Pesado

El 4 de enero de 1942 es redesignado al II Grupo/1ª Escuadra de Caza Pesado:
- Grupo de Estado Mayor/II Grupo/210ª Escuadra de Bombardeo Rápido como el Grupo de Estado Mayor/II Grupo/1ª Escuadra de Caza Pesado
- 4ª Escuadra/210ª Escuadra de Bombardeo Rápido como la 4ª Escuadra/1ª Escuadra de Caza Pesado
- 5ª Escuadra/210ª Escuadra de Bombardeo Rápido como la 5ª Escuadra/1ª Escuadra de Caza Pesado
- 6ª Escuadra/210ª Escuadra de Bombardeo Rápido como la 6ª Escuadra/1ª Escuadra de Caza Pesado

## Bases
| 24 de abril de 1941 – mayo de 1941              | Stavanger-Sola     | Bf 110 |
| Mayo de 1941 – junio de 1941                    | Werl               | Bf 110 |
| Junio de 1941 – 30 de junio de 1941             | Radzyn             | Bf 110 |
| 30 de junio de 1941 – 6 de julio de 1941        | Klemensov          | Bf 110 |
| 6 de julio de 1941 – 10 de julio de 1941        | Minsk-Matschulicze | Bf 110 |
| 10 de julio de 1941 – 15 de julio de 1941       | Boyari             | Bf 110 |
| 15 de julio de 1941 – 25 de julio de 1941       | Orscha             | Bf 110 |
| 25 de julio de 1941 – 3 de agosto de 1941       | Schatalovka-Ost    | Bf 110 |
| 3 de agosto de 1941 – 10 de agosto de 1941      | Milyatino          | Bf 110 |
| 10 de agosto de 1941 – 4 de septiembre de 1941  | Prichon            | Bf 110 |
| 4 de septiembre de 1941 – 15 de octubre de 1941 | Seschtschinskaya   | Bf 110 |
| 15 de octubre de 1941 – 6 de noviembre de 1941  | Shaikovka          | Bf 110 |
| 6 de noviembre de 1941 – 2 de enero de 1942     | Orel-West          | Bf 110 |
| 2 de enero de 1942 – 4 de enero de 1942         | Briansk            | Bf 110 |

## Escuadra de Entrenamiento Avanzado
Formada en abril de 1941 en Merville. El 4 de enero de 1942 es redesignado a la Escuadra de Entrenamiento Avanzado/1ª Escuadra de Caza Pesado.

## Capitanes de Escuadra
- Teniente coronel Franz Jilg – (27 de junio de 1941 – 4 de enero de 1942)

## Bases
| Abril de 1941 – enero de 1942 | Merville | Bf 110 y el Bf 109 |